# 엠페러오락호텔

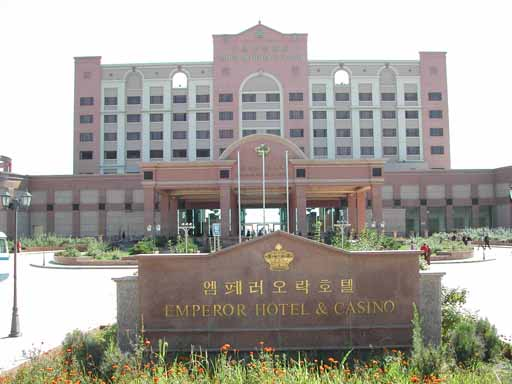
엠페러오락호텔

엠페러오락호텔(Emperor Hotel & Casino)은 라선시에 위치한 호텔이다. 라선시에서 20km 떨어져 있다. 이 호텔은 1998년에 홍콩의 엠페러 그룹이 세웠다. 홍콩자본으로 지어진 북한의 호텔이다. 이곳은 매년 중국(특히 동북 지방)에서 관광객들이 카지노를 하러 몰려드는 곳이었으나 지금은 카지노를 철거한 상태이다.